# Projecció de Hammer

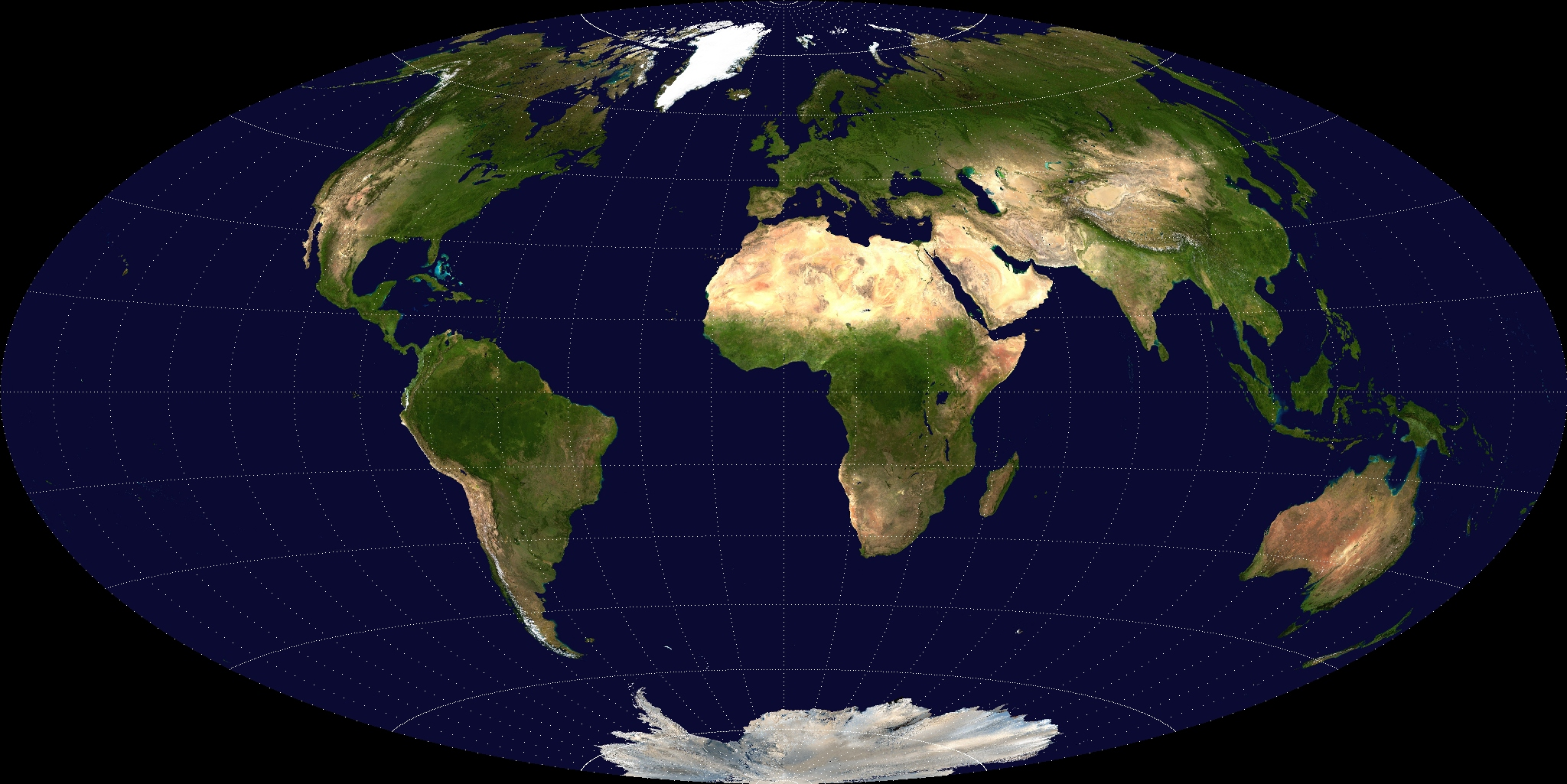
La Terra segon la projecció de Hammer

La projecció de Hammer és una projecció cartogràfica pseudo-azimutal que és equivalent (preserva les proporcions de les àrees) però no és conforme (distorsiona les formes).
Aquesta projecció és un artefacte matemàtic, no una representació d'una construcció geomètrica.
Es construeix amb l'hemisferi central de la projecció azimutal equivalent afegint a banda i banda la resta del globus doblant l'escala horitzontal fins a formar una el·lipse el doble d'ample que d'alta.
Suposant una escala a l'Equador escala i un meridià central de longitud long0, aquestes són les equacions per a un mapa d'aspecte equatorial per a obtenir les coordenades cartesianes x, y en el pla per al lloc amb longitud long i latitud lat:
```
d = sqrt(1+cos(lat)*cos((long - long0)/2))
x = escala * 2 * (sqrt(2) * cos(lat) * sin((long - long0)/2)) / d
y = escala * (sqrt(2) * sin(lat)) / d
```